# Zoothera
Zoothera is een geslacht van zangvogels uit de familie Turdidae (lijsters). De wetenschappelijke naam is gepubliceerd in 1932 door Vigors.

## Taxonomie
Uit moleculair-genetisch onderzoek bleek dat de soorten die vroeger in dit geslacht waren geplaatst, geen gemeenschappelijke voorouder konden hebben. De soorten die nu in het geslacht Geokichla zijn geplaatst, waren veel minder verwant aan de soorten uit Zoothera. Sinds 2012 is deze splitsing verwerkt op de IOC World Bird List.

## Voorkomen
Soorten uit het geslacht Zoothera hebben een verspreiding in het Euraziatische en Australaziatische deel van de wereld. De soorten die nu in het geslacht Geokichla zijn ingedeeld, komen daar ook voor en hebben tevens vertegenwoordigers in Afrika.

## Soorten
De volgende soorten zijn bij het geslacht ingedeeld:
- Zoothera andromedae (Temminck, 1826) –  Andromedalijster
- Zoothera atrigena Ripley & Hadden, 1982 – Bougainvillegoudlijster
- Zoothera aurea (Holandre, 1825)  –  Goudlijster
- Zoothera dauma (Latham, 1790)  –  Oostelijke goudlijster
- Zoothera dixoni (Seebohm, 1881) –  Langstaartlijster
- Zoothera everetti (Sharpe, 1892) –  Everetts lijster
- Zoothera griseiceps (Delacour, 1930) –  Sichuanlijster
- Zoothera heinei (Cabanis, 1850) –  Papoeagoudlijster
- Zoothera heinrichi (Stresemann, 1931) –  Geomalia
- Zoothera imbricata Layard, EL, 1854 –  Ceylongoudlijster
- Zoothera lunulata  (Latham, 1801) –  Tasmaanse goudlijster
- Zoothera machiki (Forbes, HO, 1884) –  Tanimbargoudlijster
- Zoothera major  (Ogawa, 1905) –  Ryukyugoudlijster
- Zoothera margaretae (Mayr, 1935)  –  Makiragoudlijster
- Zoothera marginata Blyth, 1847 –  Kleine langsnavellijster
- Zoothera mollissima (Blyth, 1842) –  Himalayalijster
- Zoothera monticola Vigors, 1832 –  Grote langsnavellijster
- Zoothera neilgherriensis (Blyth, 1847) –  Nilgirigoudlijster
- Zoothera salimalii Alström et al, 2016  –  Himalayaboslijster
- Zoothera talaseae (Rothschild & Hartert, 1926) –  Bismarckgoudlijster
- Zoothera terrestris (Kittlitz, 1830) –  Boninlijster
- Zoothera turipavae Cain & Galbraith, ICJ, 1955  –  Guadalcanallijster